# Stephanie de Lima
Stephanie de Lima (* 17. Juli 1988) ist eine kanadische Wasserspringerin.
Beim erstmals für Frauen ausgetragenen Red Bull Cliff Diving im italienischen Malcesine wurde sie im Juli 2013 Vierte. Zwei Wochen später erreichte sie bei den Schwimmweltmeisterschaften 2013 in Barcelona im neu eingeführten 20-Meter-Klippenspringen den vierten Platz.